# Grafen von Ebersberg

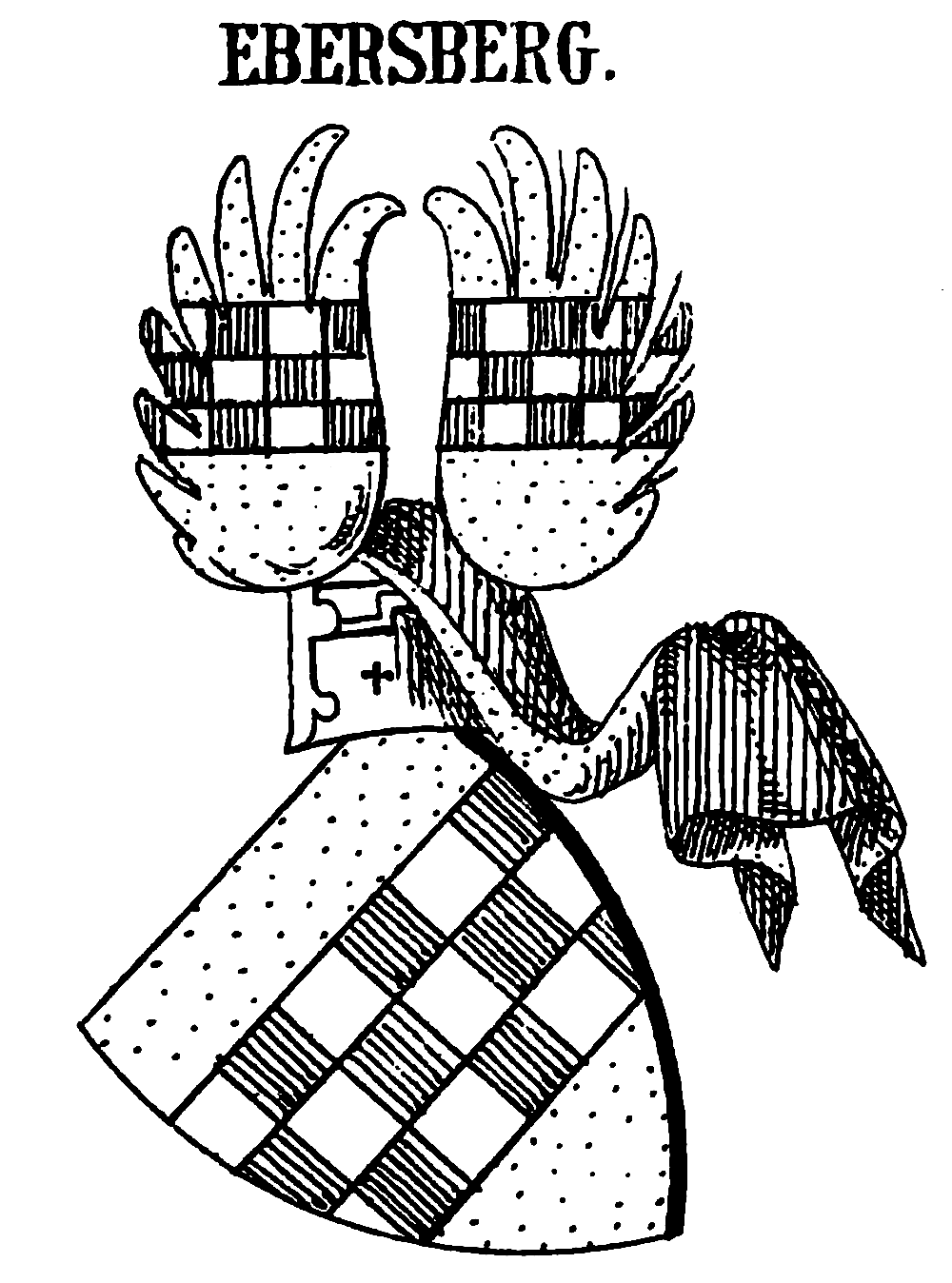
Wappen der Grafen von Ebersberg

Das mächtige und reiche bayerische Geschlecht der Grafen von Sempt-Ebersberg, auch Grafen von Sempt oder Grafen von Ebersberg, hatte seinen Ursprung in der Zeit von Kaiser Arnulf von Kärnten († 899) mit Graf Sighart († 906) aus dem Geschlecht der Sieghardinger und endete mit Graf Adalbero II. 1045. Die Grafen von Sempt-Ebersberg waren auch die ersten Markgrafen der Mark Krain; sie regierten als solche von 1004 bis zum Erlöschen des Geschlechts. Zeitweise reichte ihr Herrschaftsbereich durch geschickte Heiratspolitik und Erbe von den oberbayerischen Städten Ebersberg und Erding bis in das heutige Kärnten. 934 gründeten die Grafen das Kloster Ebersberg. Im Jahre 1036 wurde das Gebiet auch über die Mark an der Sann ausgedehnt.
Ihre Stammburg hatten die Grafen zunächst in Sempt. Der genaue Ort ist unbekannt, auch wenn der Burggraben durch Überschwemmungen des Flusses  gelegentlich freigelegt wird. Es soll sich um eine Wasserburg gehandelt haben, die vom Fluss umspült wurde. Andere Quellen verlegen die Burg auf eine Anhöhe in der Nähe des Garmeierischen Anwesen. Am Ende des 9. Jahrhunderts verlegte Graf Sigihart nach Ebersberg in die Burg Ebersberg. In der ersten Hälfte des 10. Jahrhunderts siedelten Angehörige des Geschlechts auch in der Umgebung von Paar. Im 11. Jahrhundert starb das Geschlecht aus. Die Besitzungen in Ebersberg gingen an das Kloster Ebersberg.

## Wappen
Blasonierung: In Gold ein von Silber und Rot in drei Reihen geschachter breiter Balken, Auf dem Helm mit rot-goldenen Helmdecken ein wie der Schild bezeichneter offener Flug.

## Stammliste
Sighart (um 887–906), Graf von Alemannien, erhielt Sempt ⚭ Gotini (Gottina)
- Ratold (um 890–919), Markgraf in Karantanien ⚭ Engilmut
  - Eberhard I. († 959), Graf an der Amper, Gründer Kloster Ebersberg 934
  - Hl. Lantpert von Freising,  (* um 895 (?) in Ebersberg; † 19. September 957 in Freising, von 937 bis 957 Bischof von Freising), sagenhafter Gründer von Landsberied
  - Adalbero I. (928/34–965/69), Markgraf in Krain, Mitbegründer von Kloster Ebersberg ⚭ Liutgard von Dillingen, Nichte von Bischof Ulrich von Augsburg
    - Hadamut, ⚭ Graf Markwart III. von Viehbach (Eppensteiner)
    - Ulrich (um 970–1029), Graf von Ebersberg, Markgraf von Krain (1004–1011), ⚭ Richgart (Richardis) von Viehbach (Eppensteinerin), Schwester von Markwart III.
      - Adalbero II. (1029–1045), Graf von Ebersberg ⚭ Richlint (Welfin) († 12. Juni 1045 bei Einsturzunglück auf Burg Persenbeug)
      - Eberhard II. (1037–1041/42), Markgraf von Krain (1040–42), Graf von Ebersberg, Gründer von Kloster Geisenfeld 1037 ⚭ Adelheid aus Sachsen
      - Tuta (Judith), ⚭ Sighart, Graf vom Chiemgau († 1046)
      - Willibirg (um 1020–1056) ⚭ Graf Werigand von Istrien-Friaul
        - Gerbirg, Äbtissin in Geisenfeld
        - Liutgard, Nonne in Geisenfeld
        - Hadamut ⚭ Graf Poppo I. von Weimar, Markgraf von Istrien
          - Nachkommen (siehe Weimar (Adelsgeschlecht))

    - Willibirg ⚭ Babo (Poppo) (um 957, † 975), Graf an der Paar, Markgraf von Krain 973

  - Willibirg († 989/85) ⚭ Eticho II. (Welfe)